# Eddie Velez
Edwin "Eddie" Velez, né le 4 juin 1958 à New York, est un acteur américain ayant joué aussi bien dans des films que des séries télévisées américaines, notamment L'Agence tous risques.

## Biographie
Né de parents Portoricain à Manhattan (New-York), il commence une carrière d'humoriste avant d'entrer dans l'Air Force américaine.
Après son passage dans l'armée, il s'installe à Los Angeles où il commence une carrière d'acteur de théâtre et de télévision. Il fait des apparitions dans de nombreuses séries télévisées comme le rôle récurrent de Frankie Santana dans la série L'Agence tous risques.

## Filmographie
Liste non exhaustive

### Cinéma
- 1982 : La Mort en prime (Repo Man) par Alex Cox : Napo
- 1986 : Extremities par Robert M. Young : un officier
- 1997 : Wanted : Recherché mort ou vif (Most Wanted) par David Hogan : Sergent Peyton
- 2009 : Repo Chick par Alex Cox : Justice Espinoza

### Télévision
Séries télévisées
- 1982 : Capitol : Alonzo
- 1983-1984 : Bay City Blues : Pepe Garcia
- 1985 : Berrenger's : Julio Morales
- 1985 : Double Dare : Cabbie
- 1985 : Charlie & Co. : Miguel Santana
- 1985-1986 : Cagney et Lacey (Cagney & Lacey) : Hector Estevez / El Vengador
- 1986-1987 : L'agence tous risques (The A-Team) : Frankie Santana
- 1987 : Capitaine Furillo (Hill Street Blues) : Ramon Mendez
- 1996 : Walker, Texas Ranger : Fontemuro
- 1997 : JAG (S2.E10)
- 1999 : Profiler : Luis Ortiz (S3.E20)
- 1999-2000 : Hôpital central (General Hospital) : Alex Garcia
- 2004 : Charmed : un inspecteur (S7.E5)
- 2020 : Deputy : Ryan (S1.E8)

Téléfilms
- 1983 : For Love and Honor par Gary Nelson : Lucas
- 1984 : Summer Fantasy par Noel Nosseck : Stratis
- 1985 : Children of the Night par Robert Markowitz : Tom
- 1986 : Les hommes du C.A.T. (C.A.T. Squad) par William Friedkin : Carlos